# Жуки (Глобинский район)
Жуки (укр. Жуки) — село, Жуковский сельский совет, Глобинский район, Полтавская область, Украина.
Код КОАТУУ — 5320682201. Население по переписи 2024 года составляло 600 человек.
В Центральном Государственном Историческом Архиве Украины в городе Киеве есть метрическая книга за 1779 год.
Село указано на подробной карте Российской Империи и близлежащих заграничных владений 1816 года.
Является административным центром Жуковского сельского совета, в который, кроме того, входят сёла Жорняки, Коломицевка, Павловка и Новосёловка.

## Географическое положение
Село Жуки находится на берегу реки Сухой Кагамлык, выше по течению на расстоянии в 2 км расположены сёла Павловка и Коломицевка, ниже по течению на расстоянии в 3 км расположено село Опрышки. На реке несколько запруд. На расстоянии в 1,5 км расположен город Глобино. Через село проходит автомобильная дорога Т-1716.

## Экономика
- Свинотоварная ферма.
- ООО «Лан-Агро».

## Объекты социальной сферы
- Школа ІІ ст.